# Тальянківська сільська рада
Тальянкі́вська сільська́ ра́да — адміністративно-територіальна одиниця та орган місцевого самоврядування в Тальнівському районі Черкаської області. Адміністративний центр — село Тальянки.

## Загальні відомості
- Населення ради: 1 720 осіб (станом на 2001 рік)

## Населені пункти
Сільській раді підпорядковані населені пункти:
- с. Тальянки

## Склад ради
Рада складається з 16 депутатів та голови.
- Голова ради: Шилкін Іван Миколайович
- Секретар ради: Лірник Наталія Миколаївна

### Керівний склад попередніх скликань
| Прізвище, ім'я, по батькові | Основні відомості                                                 | Дата обрання | Дата звільнення |
| --------------------------- | ----------------------------------------------------------------- | ------------ | --------------- |
| Шилкін Іван Миколайович     | Сільський голова, 1960 року народження, освіта вища, безпартійний | 26.03.2006   | 31.10.2010      |
| Шилкін Іван Миколайович     | Сільський голова, 1960 року народження, освіта вища, безпартійний | 31.10.2010   |                 |

Примітка: таблиця складена за даними сайту Верховної Ради України

### Депутати
За результатами місцевих виборів 2010 року депутатами ради стали:

#### За суб'єктами висування
| Суб'єкт висування      | Кількість обраних депутатів | %    |
| ---------------------- | --------------------------- | ---- |
| Самовисування          | 13                          | 81,3 |
| Партія регіонів        | 2                           | 12,5 |
| Аграрна партія України | 1                           | 6,3  |

#### За округами
| № округу               | Прізвище, ім'я, по батькові   | Дата визнання обраним | Освіта             | Партійна приналежність                | Відомості про обраного депутата                         |
| ---------------------- | ----------------------------- | --------------------- | ------------------ | ------------------------------------- | ------------------------------------------------------- |
| Аграрна партія України |                               |                       |                    |                                       |                                                         |
| 6                      | Татарчук Валентина Петрівна   | 03.11.2010            | вища               | член Аграрної партії України          | Тальянківська с/р, начальник військово-облікового столу |
| Партія регіонів        |                               |                       |                    |                                       |                                                         |
| 1                      | Заєць Людмила Григорівна      | 03.11.2010            | середня спеціальна | член Партії регіонів                  | Тальянківська медамбулаторія, медсестра                 |
| 12                     | Гаврилюк Світлана Іванівна    | 03.11.2010            | середня спеціальна | член Партії регіонів                  | Тальянківська медамбулаторія, медсестра                 |
| Самовисування          |                               |                       |                    |                                       |                                                         |
| 2                      | Голоднюк Олександр Андрійович | 03.11.2010            | середня спеціальна | позапартійний                         | пенсіонер                                               |
| 3                      | Скінтей Людмила Валеріївна    | 03.11.2010            | вища               | позапартійна                          | Кафе-бар «Лідія», продавець                             |
| 4                      | Яводчак Іван Іванович         | 03.11.2010            | вища               | позапартійний                         | Тальянківська церква, настоятель парафії                |
| 5                      | Величко Віктор Самійлович     | 03.11.2010            | середня            | позапартійний                         | пенсіонер                                               |
| 7                      | Задвірний Іван Миколайович    | 03.11.2010            | середня            | позапартійний                         | Тальянківський агроколеджУНУС, зав. їдальнею            |
| 8                      | Охрімчак Дмитро Васильович    | 03.11.2010            | середня спеціальна | позапартійний                         | тимчасово не працює                                     |
| 9                      | Яцентюк Галина Олександрівна  | 03.11.2010            | вища               | позапартійна                          | Тальянківська загальноосвітня школа, вчитель            |
| 10                     | Німець Катерина Василівна     | 03.11.2010            | середня спеціальна | позапартійна                          | Тальянківська с/р, секретар                             |
| 11                     | Щербатюк Микола Михайлович    | 11.01.2011            | середня спеціальна | позапартійний                         | тимчасово не працює                                     |
| 13                     | Гладун Людмила Петрівна       | 03.11.2010            | вища               | позапартійна                          | Тальянківський агроколедж, викладач                     |
| 14                     | Сапатий Костянтин Михайлович  | 03.11.2010            | вища               | позапартійний                         | Тальянківська загальноосвітня школа, вчитель            |
| 15                     | Лірник Наталія Миколаївна     | 03.11.2010            | середня спеціальна | позапартійна                          | Тальянківська с/р, прибиральник                         |
| 16                     | Пастушенко Петро Васильович   | 03.11.2010            | вища               | член Політичної партії «Наша Україна» | Тальянківський агроколедж УНУС, зав. відділом           |